# Crotaphopeltis
Crotaphopeltis (Жовтогубий вуж)  — рід  змій родини вужеві (Colubridae).

## Поширення
Рід широко поширений в Африці на південь від  Сахари.

## Перелік видів
- Crotaphopeltis barotseensis Broadley, 1968
- Crotaphopeltis braestrupi Rasmussen, 1985
- Crotaphopeltis degeni (Boulenger, 1906)
- Crotaphopeltis hippocrepis (Reinhardt, 1843)
- Crotaphopeltis hotamboeia (Laurenti, 1768)
- Crotaphopeltis tornieri (Werner, 1908)